# Basingstoke

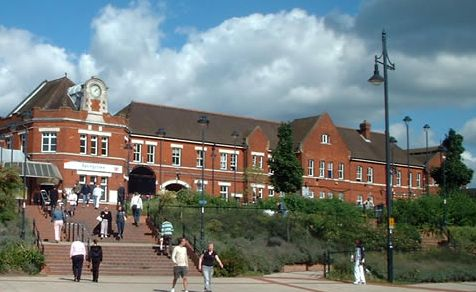
treinstation van Basingstoke

Basingstoke is een plaats in de graafschap Hampshire in het zuiden van Engeland. De plaats is de hoofdplaats en de enige 'town' van het district Basingstoke and Deane. Basingstoke heeft 152.573 inwoners (2001).

## Economie
Het is een welvarende stad met een bovenmodale levensstandaard en een relatief lage werkloosheid. De stad is een financieel centrum en de Automobile Association en het Britse hoofdkwartier van de Sun Life Financial of Canada. Andere economische activiteiten betreffen de farmaceutische industrie, het verzekeringswezen en elektronische industrieën.

## Geografie
Basingstoke ligt in het noorden van Hampshire en ligt 72 km ten westzuidwesten van Londen. De stad heeft goede verbindingen met Londen en is daarom populair bij forensen.
De expansie van Basingstoke heeft vele kleinere dorpen opgeslokt, die zijn omgevormd in nieuwe woonwijken en stadsdelen. Vele nieuwe wijken zijn zo opgezet, dat ze vrijwel aparte gemeenschappen vormen, zoals Chineham, Popley, Winklebury, Kempshott en Hatch Warren. De M3 fungeert als een bufferzone tussen het zuiden van de stad en de spoorlijn South Western Main Line zorgt ervoor dat de stad in het westen in bedwang wordt gehouden. Samen met groenvoorzieningen in het noorden en noordoosten zorgt het ervoor dat Basingstoke het uiterlijk van een driehoek heeft. Een ander resultaat is dat dorpen zoals Cliddesden, Dummer, Sherborne en Oakley, ook al liggen ze erg dicht bij de bebouwde kom van Basingstoke, geen onderdeel zijn van de stad en aparte administratieve eenheden zijn.

## Voorzieningen
Festival Place is een nieuw winkelcentrum, geopend in 2002. Het uitgaansleven van de stad is vooral gesitueerd rond het nieuwe Festival Square en de traditionele pubs in de oude binnenstad (Top of Town). Buiten de stad bevindt zich een modern recreatiegebied, waar zich ook het oudheidkundige Milestones Museum bevindt.
Op Porchester Square bevindt zich het uitgebreide Basingstoke Sports Centre. Op sportgebied is de stad het bekendst van de plaatselijke ijshockeyclub, genaamd de Basingstoke Bison, die op het hoogste niveau spelen. Basingstoke Town F.C is de naam van de plaatselijke amateurvoetbalclub.
Basingstoke heeft twee colleges voor het voortgezet onderwijs; Queen Mary's College (QMC) en Basingstoke College of Technology (BCOT).

## Geschiedenis
De naam Basingstoke (Domesday: Basingestoches) is waarschijnlijk ontstaan doordat het de westelijke nederzetting was van de bevolking van Baze. Meestal denkt men dat het ten oosten van Basingstoke gelegen dorp Basing dezelfde etymologische oorsprong heeft; men gelooft echter dat Basing ouder is.
Basingstoke is volgens het Domesday Book sinds 1203 een marktplaats en dat bleef het vrijwel de gehele geschiedenis.
De ruïnes van het Tudorpaleis Basing House bevinden zich op ruim drie kilometer ten oosten van de oude stad.
De groei van de bevolking is zeer snel gegaan sinds de stad in 1961 werd aangewezen om de groei van Londen en omgeving op te vangen. In 1951 had de stad nog maar 16.000 inwoners.

## Geboren
- Thomas Warton (9 januari 1728 - 21 mei 1790), dichter en literair criticus
- Sid Castle (12 maart 1892 - 27 januari 1978), voetballer en trainer
- Ian McNeice (2 oktober 1950), acteur
- Elizabeth Hurley (10 juni 1965), actrice
- Kit Symons (8 maart 1971), Welsh voetbalcoach en voormalig profvoetballer
- Tara Palmer-Tomkinson (23 december 1971 - 8 februari 2017), presentator en model
- Carl Barât (6 juni 1978), zanger en gitarist
- Sean Doherty (10 februari 1985), voetballer
- Joshua Goodall (17 oktober 1985), tennisspeler
- Tom Cleverley (12 augustus 1989), voetballer
- Grace Blakeley (26 juni 1993), journaliste
- Liam Kelly (22 november 1995), voetballer
- Dominic Solanke (14 september 1997), voetballer